# Els morts del llac Constança: El fantasma del camí
Els morts del llac Constança: El fantasma del camí (títol original en alemany, Die Toten vom Bodensee – Der Wegspuk) és un telefilm germanoaustríac d'ORF/ZDF del 2020 dirigida per Michael Schneider. És la dotzena entrega de la sèrie de pel·lícules de ficció criminal Els morts del llac Constança. L'estrena a ORF va tenir lloc el 30 de desembre de 2020 i es va estrenar a ZDF el 18 de gener de 2021. S'ha doblat al català per a TV3, que va emetre'l per primer cop l'1 de setembre de 2024.

## Sinopsi
Tres nens es colen en una antiga mansió abandonada per comprovar si, com afirma una llegenda local, hi habiten fantasmes. Però inesperadament es converteixen en testimonis d'una crua baralla entre en Jakob Stocking i l'empresari de la construcción Ingo Hauer, que finalment mor apunyalat pel primer. En Jakob declara haver actuat en legítima defensa. Quan més tard torna al lloc dels fets per entregar-se, acompanyat per l'advocada Mia Burgstaller, en Micha Oberländer i la Hanna Zeiler, que investiguen aquest nou cas, s'enfronten a un grapat de preguntes. Per què l'empresari mort, que aparentment no coneixia en Jakob, l'hauria d'atacar? Què feia per allà en Jakob? Per què l'advocada i futura nora de la víctima decideix defensar en Jakob?

## Producció

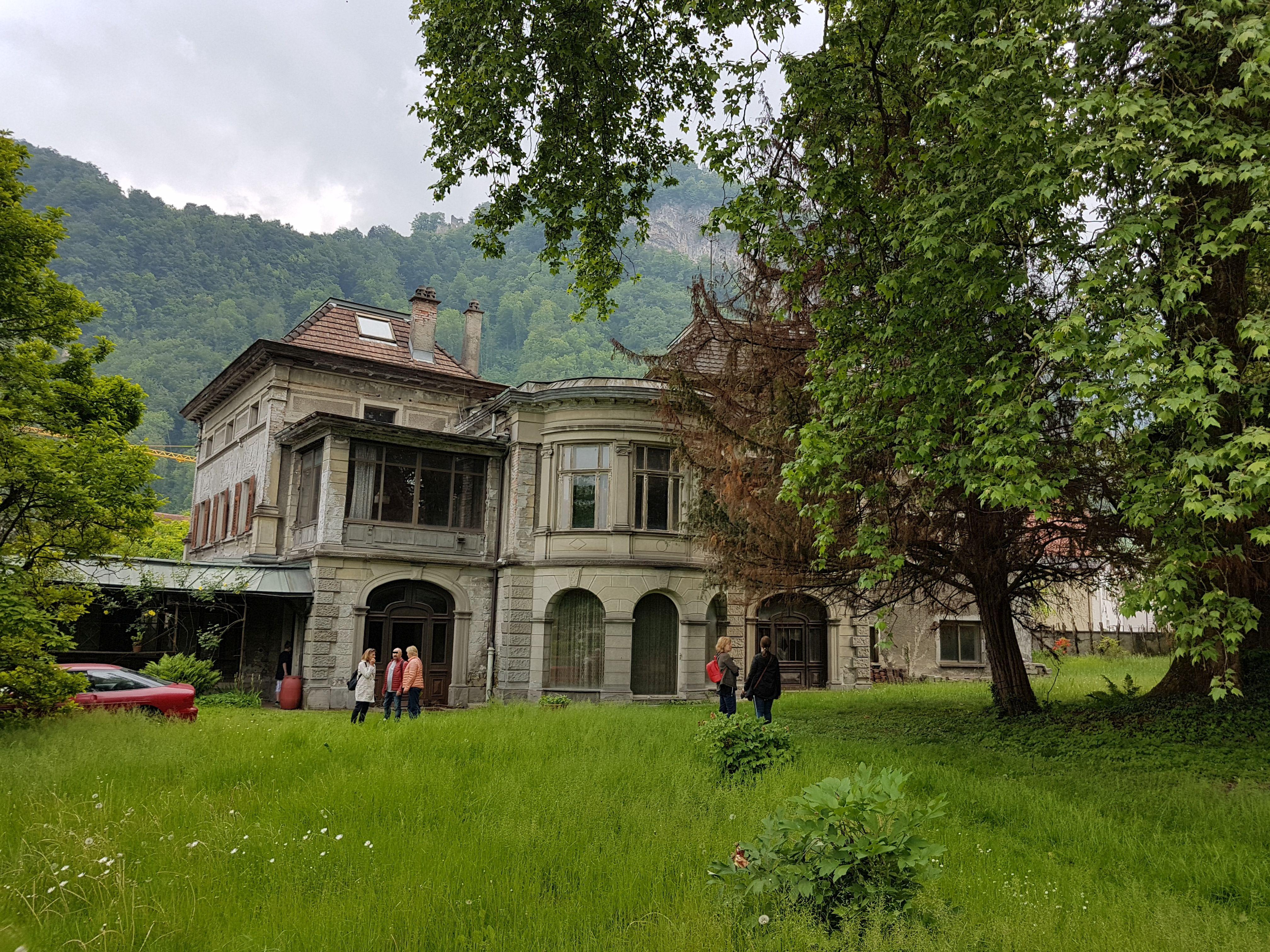
Un dels llocs de rodatge: la Villa Iwan Rosenthal del municipi austríac de Hohenems.

El rodatge va tenir lloc juntament amb l'episodi 13è de la sèrieentre el 16 de juny i el 14 d'agost de 2020 al llac de Constança i els seus voltants. Al municipi austríac de Hohenems, el rodatge va tenir lloc a la Villa Iwan Rosenthal, el palau i la zona industrial.
La pel·lícula va ser produïda per Graf Filmproduktion GmbH i Rowboat Film- und Fernsehenproduktion, i hi van participar l'ens austríac Österreichischer Rundfunk i el canal alemany ZDF. La producció va comptar amb el suport de Fernsehfonds Austria i l'estat de Vorarlberg.
La fotografia va ser dirigida per Matthias Pötsch i Lukas Gnaiger. Hjalti Bager-Jonathansson va ser la responsable del so; Christine Egger, de la direcció artística; Heike Werner, del disseny de vestuari, i Birgit Beranek i Fatma Reil, del maquillatge.